# 象溪镇
象溪镇，是中华人民共和国浙江省丽水市松阳县下辖的一个乡镇级行政单位。

## 行政区划
象溪镇下辖以下地区：
南坑源村、南坑口村、吕潭村、金山头村、程路后村、龙湾村、石鼓村、东田村、吴村、雅溪口村、潘弄村、石马源村、石马铺村、南州村、塔背村、下坑源村、象溪二村、高岭村、象溪一村、毛弄村、靖居口村、金钟村、大塔村、黄店村、石牌门村、靖居村、小佛儿村、上梅村、陈家里村、鲁峰村、下了儿村、村头村、塘里源村、鲁西村和坑里村。

## 中国传统村落
2013年8月，靖居村获批第二批中国传统村落。